# George Henry Felt
George Henry Felt, est un égyptologue nord-américain, né le 21 septembre 1831, décédé en 1895.
Pendant la guerre de rébellion entre les États du nord et les États du sud des États-Unis, il a inventé une fusée de signal pour la communication des opérations militaires, qu'il a breveté le 25 août 1863, ainsi qu'une capsule de dynamitage qu'il a faite breveter le 27 février 1866.
À côté de son activité en tant qu'ingénieur, il s'est intéressé à l'égyptologie, surtout au savoir secret des Égyptiens.
Il fut par ailleurs membre d'une loge franc-maçonnique et co-cofondateur le 17 novembre 1875 à New York, d'une société ésotérique, Theosophical Society (TS), avec Helena Petrovna Blavatsky.

## Publications
- The Kaballah of the Egyptians.